# Селіча
Селіча (рум. Sălicea) — село у повіті Клуж в Румунії. Входить до складу комуни Чуріла.
Село розташоване на відстані 319 км на північний захід від Бухареста, 12 км на південний захід від Клуж-Напоки.

## Населення
За даними перепису населення 2002 року у селі проживали 283 особи, усі — румуни. Усі жителі села рідною мовою назвали румунську.